# WrestleMania XL
WrestleMania XL – czterdziesta gala wrestlingu z cyklu WrestleMania wyprodukowana przez federację WWE dla zawodników z brandów Raw i SmackDown. Odbyła się 6 i 7 kwietnia 2024 w Lincoln Financial Field w Filadelfii w stanie Pensylwania.
Była to druga w historii WrestleMania, która odbyła się w Filadelfii, oraz w stanie Pensylwania, po Wrestlemanii XV w 1999 roku. WrestleMania XL była także pierwszą WrestleManią po tym jak WWE zostało sprzedane firmie Endeavour, spółce-matce Ultimate Fighting Championship (UFC). Sprzedaż została sfinalizowana we wrześniu 2023 roku, kiedy WWE i UFC połączyły się, tworząc oddziały nowego podmiotu o nazwie TKO Group Holdings, co następnie oznacza, że była to pierwsza WrestleMania pod wodzą TKO. Była to także ostatnia gala WrestleMania transmitowana na żywo w niezależnym WWE Network, która jest nadal dostępna w większości krajów poza Stanami Zjednoczonymi, ponieważ od stycznia 2025 roku WWE Network w tych krajach zostanie zamknięta i połączy się pod Netflixem.
Na gali odbyło się czternaście walk, po siedem w każdą noc. W walce wieczoru pierwszej nocy, The Bloodline (The Rock i Roman Reigns) pokonali Cody’ego Rhodesa i Setha „Freakin” Rollinsa w tag team matchu, który dodał stypulację Bloodline Rules match w walce o Undisputed WWE Universal Championship na drugiej nocy. W innych ważnych walkach, Sami Zayn pokonał Gunthera zdobywając Intercontinental Championship z Raw, kończąc rekordowe panowanie tego ostatniego trwające 666 dni oraz w pierwszej walce w karcie, Rhea Ripley pokonała Becky Lynch broniąc Women’s World Championship z Raw.
W walce wieczoru drugiej nocy, Rhodes pokonał Reignsa w Bloodline Rules matchu zdobywając Undisputed WWE Universal Championship ze SmackDown, kończąc panowanie tego ostatniego w mistrzostwie świata po 1316 dniach. W innych ważnych walkach, Bayley pokonała Iyo Sky zdobywając WWE Women’s Championship ze SmackDown, Logan Paul pokonał Randy’ego Ortona i Kevina Owensa w triple threat matchu broniąc United States Championship ze SmackDown oraz w pierwszej walce w karcie, Drew McIntyre pokonał Rollinsa zdobywając World Heavyweight Championship z Raw, po czym Damian Priest wykorzystał swój kontrakt Money in the Bank i pokonał McIntyre’a zdobywając tytuł.

## Produkcja

### Tło
WrestleMania jest sztandarowym cyklem gal WWE w systemie pay-per-view (PPV) i transmitowane na żywo, które po raz pierwszy odbyło się w 1985 roku. Było to pierwsze wyprodukowane przez firmę PPV, a także pierwsze duże wydarzenie WWE dostępne za pośrednictwem transmisji na żywo, kiedy firma uruchomiła WWE Network w lutym 2014. Jest to najdłużej trwająca impreza wrestlingu w historii, organizowana corocznie od połowy marca do połowy kwietnia, w której biorą udział wrestlerzy z brandów WWE Raw i SmackDown. Wraz z Royal Rumble, SummerSlam, Survivor Series i Money in the Bank jest to jedno z pięciu największych gal firmy w roku, określanych jako „Wielka Piątka”. WrestleMania została uznana przez Forbes za szóstą najcenniejszą markę sportową na świecie i została opisana jako Super Bowl rozrywki sportowej. Podobnie jak w przypadku Super Bowl, miasta ubiegają się o prawo do organizacji WrestleManii. Oficjalną piosenką przewodnią wydarzenia był „Gasoline” zespołu The Weeknd, który był piątym rokiem z rzędu, w którym piosenka Weeknda została wykorzystana na WrestleManii.
27 lipca 2022 roku ogłoszono, że Lincoln Financial Field w Filadelfii w Pensylwanii będzie gospodarzem WrestleManii 40 w dniach 6 i 7 kwietnia 2024 roku. Burmistrz Filadelfii Jim Kenney powitał WWE w mieście, zwracając uwagę na wzrost gospodarczy wynikający z odwiedzin fanów. Logo gali zostało ujawnione 8 października 2022 roku podczas pre-show Extreme Rules Kickoff w pobliskim Wells Fargo Center. Motywem nawiązuje do Dzwonu Wolności i barwami Philadelphia Eagles. Po raz pierwszy od WrestleManii XXX z 2014 roku wprowadzono cyfry rzymskie, oficjalnie stylizując tytuł na WrestleManię XL. Sprzedaż biletów na galę rozpoczęła się 18 sierpnia 2023. Pierwszego dnia sprzedano łącznie ponad 90,000 biletów na oba wieczory, bijąc rekord WWE ustanowiony przez ubiegłoroczną WrestleManię.
Od stycznia 2023 roku pojawiały się spekulacje, że WWE zostało wystawione na sprzedaż. Na kilka godzin przed rozpoczęciem drugiej nocy WrestleManii 39, CNBC poinformowało za pośrednictwem wielu źródeł, że umowa pomiędzy WWE a Endeavor, spółką-matką Ultimate Fighting Championship (UFC) za pośrednictwem Zuffa, jest bliska podpisaniu. Transakcja obejmowała fuzję WWE z UFC w nową spółkę notowaną na giełdzie, w której Endeavor posiadał 51% udziałów. Sprzedaż została potwierdzona 3 kwietnia 2023 roku i została sfinalizowana 12 września, kiedy WWE połączyło się z UFC, tworząc oddziały nowego podmiotu o nazwie TKO Group Holdings. WrestleMania XL była z kolei pierwszą WrestleManią, w której WWE nie było własnością rodziny McMahon i przez nią kontrolowana, a następnie pierwszą WrestleManią przez TKO.

### Punkty nadawcze
WrestleMania XL była transmitowana na żywo w tradycyjnym systemie pay-per-view na całym świecie. Dodatkowo była transmitowana na żywo na platformach Peacock w Stanach Zjednoczonych, Disney+ Hotstar w Indonezji, Disney+ na Filipinach, Binge w Australii, Abema w Japonii, SonyLIV w Indiach oraz WWE Network w każdym innym kraju.
Ponadto gala była transmitowana na żywo w serwisie Netflix w Nowej Zelandii w ramach technicznego testu warunków skrajnych przed wejściem w życie nowej umowy promocyjnej z Netflixem w styczniu 2025. W wyniku tej umowy cała zawartość WWE Network zostanie przeniesiona do Netflixa we wszystkich krajach, w których ta pierwsza jest nadal dostępna jako samodzielna usługa, co sprawi, że WrestleMania XL będzie ostatnim wydarzeniem WrestleMania transmitowanym na żywo w WWE Network.

### Inne wydarzenia tygodnia WrestleManii
W ramach uroczystości WrestleManii, WWE organizowało wiele wydarzeń przez cały tydzień. WWE Hall of Famer The Undertaker zaprezentował swój pierwszy deadMAN Show w czwartek, 4 kwietnia w The Fillmore Philadelphia. Począwszy od 4 kwietnia do 8 kwietnia w Pennsylvania Convention Center w Filadelfii, na WrestleManii odbył się konwent fanów o nazwie WWE World. We współpracy z Fanatics Events, pięciodniowe wydarzenie obejmuje sesje panelowe z wywiadami z wrestlerami WWE, turniej gier WWE 2K24, nagrania podcastów na żywo, spotkania z wrestlerami oraz duży sklep z gadżetami z różnymi pamiątkami upamiętniającymi 40-lecie WrestleManii. WWE World zastępuje wydarzenie WrestleMania Fan Axxess, które odbywało się każdego roku na WrestleManii przed WrestleManią 36 w 2020 roku. Komentator WWE Pat McAfee poprowadził edycję na żywo swojego popołudniowego programu ESPN w WWE World w piątek, 5 kwietnia.
W noc poprzedzającą WrestleManię XL 5 kwietnia, WWE rozpoczęła WrestleMania Weekend specjalnym „WrestleMania Edition” Friday Night SmackDown. Zaraz po SmackDown rozpoczęła się ceremonia wprowadzenia do WWE Hall of Fame 2024. W sobotę, w dniu WrestleManii, brand NXT zorganizował coroczną galę WrestleMania Week, Stand & Deliver. WrestleMania Week zakończy się Monday Night Raw po WrestleManii 8 kwietnia. Wszystkie te wydarzenia odbędą się na żywo w pobliskim Wells Fargo Center.
Pomiędzy wszystkimi wydarzeniami WrestleMania Weekend (SmackDown/ceremonia wprowadzenia do HOF, Stand & Deliver, oba noce WrestleMania XL i Raw), WWE ogłosiło, że całkowita frekwencja wyniosła 201 924 osób.

### Celebryci
Zgodnie z tradycją WrestleManii, gwiazdy spoza wrestlingu wzięły udział w wydarzeniu w różnych rolach, na przykład raper i pochodzący z Filadelfii Meek Mill, który zarapował w zimnym otwarciu podczas obu nocy.
Na pierwszej nocy, Nagrodzona Grammy piosenkarka Coco Jones wykonała The Star-Spangled Banner podczas pierwszej nocy WrestleManii XL. Podczas wydarzenia raper Lil Wayne, zdobywca nagrody Grammy, zadebiutował swoim najnowszym singlem. Ofensywni liniowi Philadelphia Eagles, Jason Kelce i Lane Johnson, pojawili się i zaangażowali w tag team match Rey Mysterio i Andrade vs. Santos Escobar i „Dirty” Dominik Mysterio.
Na drugiej nocy, duet muzyki country The War and Treaty wykonał „God Bless America” na otwarcie występu, a WWE Hall of Famer i raper Snoop Dogg komentował Philadelphia Street Fight i wraz z cheerleaderkami Philadelphia Eagles ogłosili frekwencje tej nocy. Raper i youtuber IShowSpeed towarzyszył Loganowi Paulowi na ringu podczas jego obrony WWE United States Championship (na początku ubrany w kostium z butelki Prime, a następnie ujawnił się w trakcie walki).

### Rywalizacje
WrestleMania oferowała walki profesjonalnego wrestlingu z udziałem wrestlerów należących do brandów Raw i SmackDown. Oskryptowane rywalizacje (storyline’y) kreowane będą podczas cotygodniowych gal Raw i SmackDown. Wrestlerzy są przedstawieni jako heele (negatywni, źli zawodnicy i najczęściej wrogowie publiki) i face’owie (pozytywni, dobrzy i najczęściej ulubieńcy publiki), którzy rywalizują pomiędzy sobą w seriach walk mających budować napięcie. Kulminacją rywalizacji jest walka wrestlerska lub ich seria.

#### Pojedynek o Undisputed WWE Universal Championship oraz Roman Reigns i The Rock vs. Cody Rhodes i Seth „Freakin” Rollins
Po tym, jak Cody Rhodes powrócił do WWE na WrestleManii 38 w kwietniu 2022 roku, oświadczył, że zakończy swoją historię zdobyciem tytułu WWE Championship, tytułu, którego jego ojciec Dusty Rhodes nigdy nie posiadał. Również na WrestleManii 38, Roman Reigns został Undisputed WWE Universal Championem, zachowując swoje WWE Universal Championship i zdobywając WWE Championship. Rhodes wygrał Royal Rumble match 2023, ale nie udało mu się pokonać Reignsa o niekwestionowany tytuł na WrestleManii 39. Przed Royal Rumble na Raw: Day 1, który odbył się 1 stycznia, The Rock niespodziewanie pojawił się i najwyraźniej zawołał Reignsa, pytając, czy powinien usiąść jako „głowa stołu”, co było odniesieniem do ich związku poprzez rodzinę Anoaʻi jako przez ponad trzy lata Reigns twierdził, że jest Głową Stołu i Przywódcą Plemienia The Bloodline, frakcji wrestlerów z rodziny, która obejmuje Reignsa i jego kuzynów Jimmy’ego Uso i Solo Sikoa, której menedżerem jest Paul Heyman.

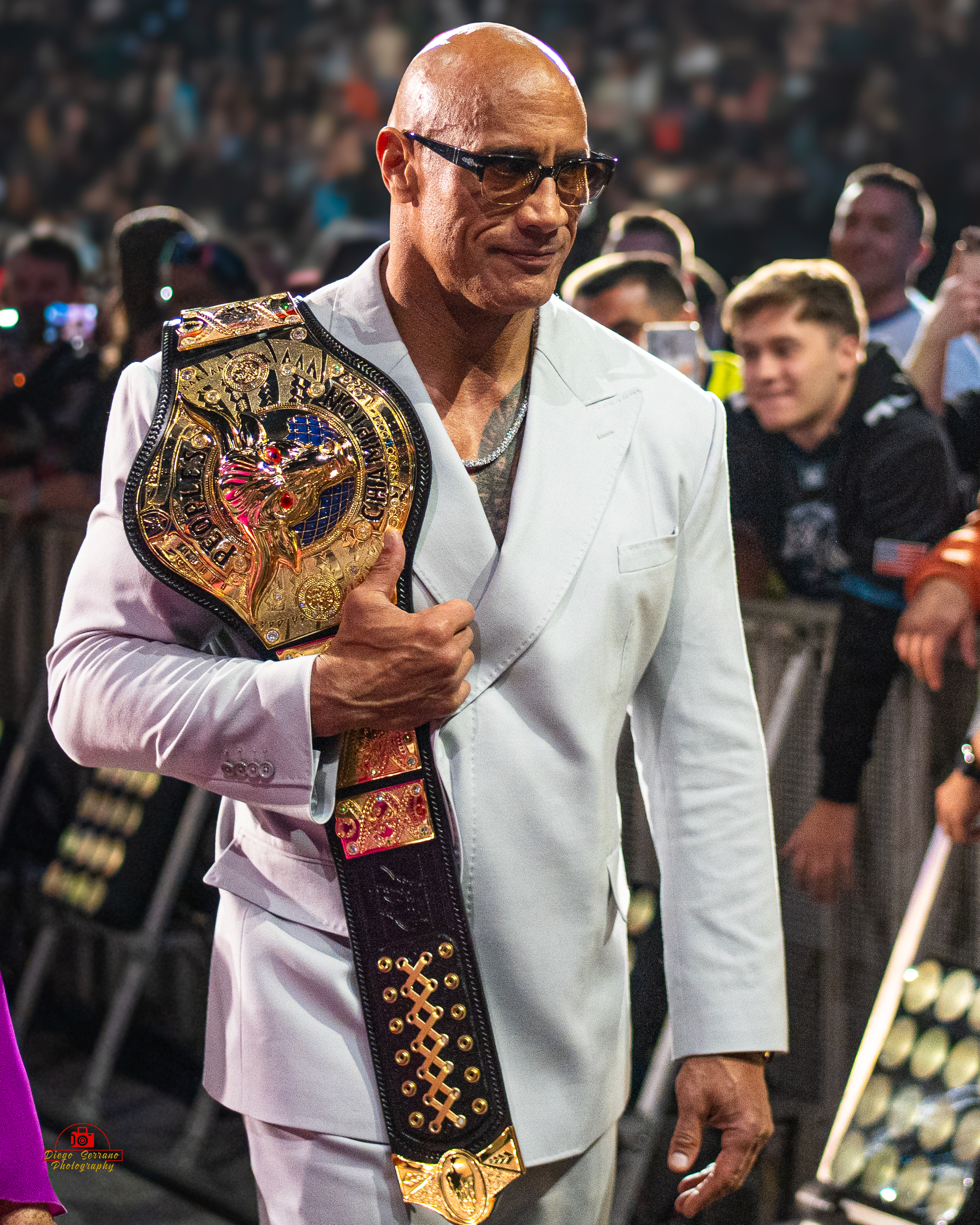
The Rock wziął udział w swoim pierwszym pojedynku od WrestleManii 32 w 2016 roku, kiedy to wraz z Romanem Reignsem zmierzył się z Codym Rhodesem i Sethem "Freakin" Rollinsem w tag team matchu podczas pierwszej nocy.

Rhodes ponownie wygrał Royal Rumble match w 2024 roku. Wraz z wprowadzeniem World Heavyweight Championship po WrestleManii 39, Rhodes otrzymał wybór, o który tytuł będzie walczył na WrestleManii XL. Podczas konferencji prasowej po gali Royal Rumble Rhodes oświadczył, że chce ponownie zmierzyć się z Reignsem o Undisputed WWE Universal Championship ze SmackDown, ale 29 stycznia na odcinku Raw, Seth „Freakin” Rollins argumentował, że Rhodes powinien zamiast tego rzucić mu wyzwanie o World Heavyweight Championship z Raw. Na SmackDown, w tym tygodniu Rhodes ogłosił, że nie będzie rzucał wyzwania Reignsowi na WrestleManii i powiedział, że jedna z osób, od których zasięgał rady przy podejmowaniu decyzji, znała Reignsa bardzo dobrze. Następnie The Rock wyszedł i spojrzał na Reignsa, dając wyraźną sugestię, że zamiast tego będzie przeciwnikiem Reignsa na WrestleManii. Decyzja ta wywołała ostrą reakcję fanów, a hashtag #WeWantCody zyskał popularność w mediach społecznościowych na całym świecie, co spowodowało, że WWE autentycznie zmieniło swoje plany fabularne. 8 lutego odbyło się wydarzenie medialne WrestleMania XL Kickoff, podczas którego Reigns i The Rock ogłosili, że zmierzą się ze sobą o Undisputed WWE Universal Championship w walce wieczoru WrestleMania XL. Jednak Rhodes pojawił się i zapewnił, że odkąd wygrał Royal Rumble, zdobył prawo do decydowania o walce wieczoru i ogłosił, że zmienił swoją decyzję i rzuci wyzwanie Reignsowi o tytuł na WrestleManii. Po wzajemnym wyciągnięciu tematu swoich rodzin Rock stwierdził, że on i Rhodes mają teraz problemy i uderzył Rhodesa w twarz, przecjodząc heel turn po raz pierwszy od 2003 roku. W późniejszej bójce Rollins poparł Rhodesa.

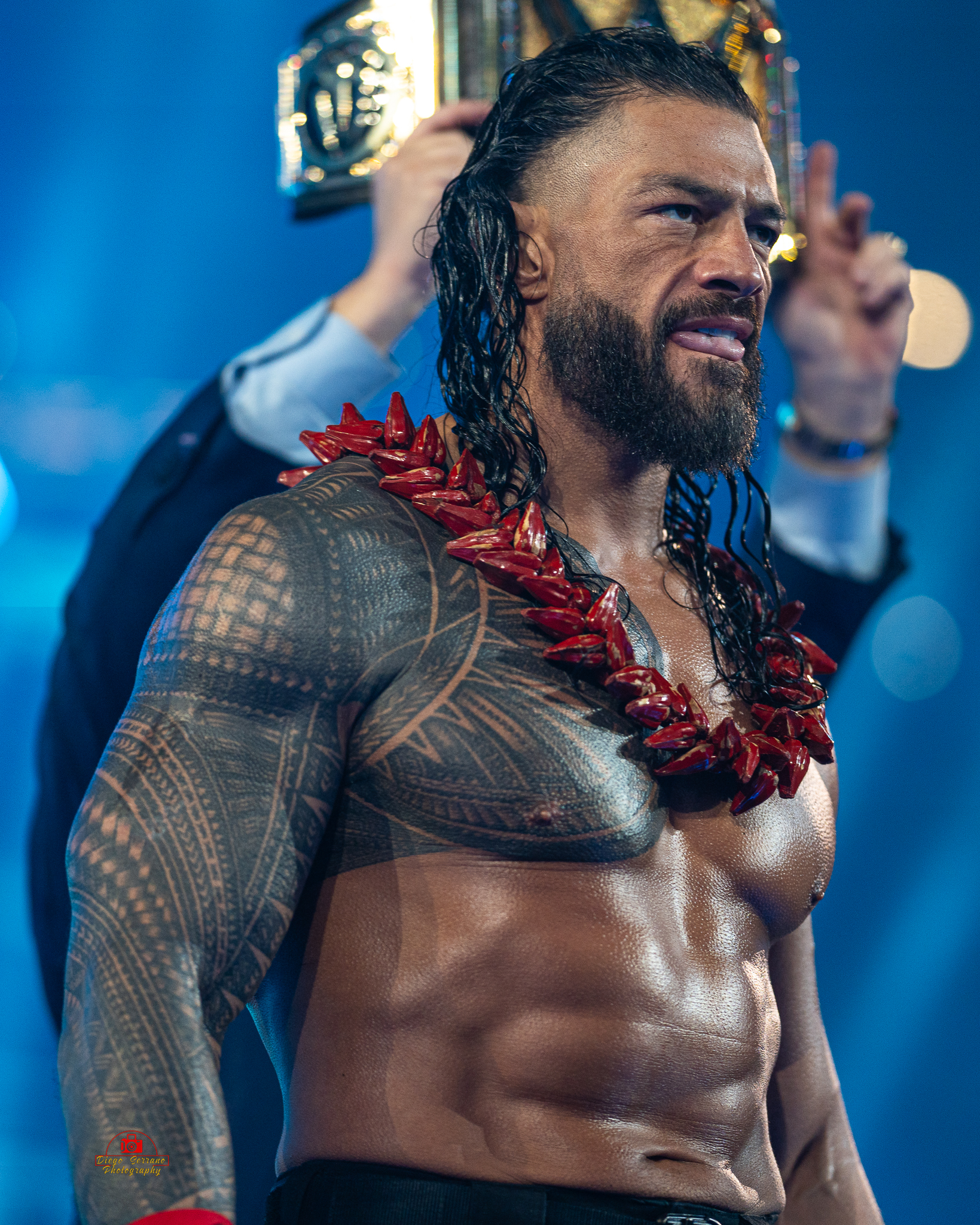
WrestleMania XL była dla Romana Reignsa czwartą z rzędu obroną WWE Universal Championship na WrestleManii, a drugą jako Undisputed WWE Universal Champion. Podczas main eventów obu nocy, Reigns ustanowił rekord największej liczby main eventów WrestleManii (dziewięć).

Na następnym odcinku SmackDown, dyrektor ds. treści WWE Triple H potwierdził, że walką wieczoru drugiej nocy WrestleManii XL będzie obrona przez Reignsa Undisputed WWE Universal Championship przeciwko Rhodesowi. 12 lutego na odcinku Raw, Rhodes stwierdził, że to dzięki fanom zmienił swoją decyzję i zdecydował się rzucić wyzwanie Reignsowi. Rollins przerwał i stwierdził, że rozumie decyzję Rhodesa i zaproponował, że będzie jego wsparciem, ponieważ Reigns zawsze ma przy sobie rodzinę. W odpowiedzi na odcinku SmackDown w tym tygodniu, The Rock oficjalnie dołączył do The Bloodline i przyrzekł, że zrobi wszystko, co w jego mocy, aby zapewnić, że Rhodes nie dokończy swojej historii.
Na Elimination Chamber: Perth 24 lutego, Rhodes wyzwał Rocka na pojedynek jeden na jednego w dowolnym momencie, a Rollins ponownie zapewnił, że będzie w narożniku Rhodesa w walce z The Bloodline. Na następnym odcinku SmackDown, Rock odrzucił wyzwanie Rhodesa i zamiast tego zaoferował kontratak: tag team match, w którym Rhodes i Rollins będą walczyć z Rockiem i Reignsem w walce wieczoru pierwszej nocy WrestleManii z dodatkowym zastrzeżeniem, że jeśli Rhodes i Rollins wygrają, wówczas The Bloodline miałoby zakaz wstępu na ringside podczas walki o Undisputed WWE Universal Championship podczas drugiej nocy, jednak gdyby Rock i Reigns wygrali, wówczas walka o mistrzostwo zostałaby rozegrana zgodnie z zasadami The Bloodline, w których wszystko jest dozwolone. Rhodes i Rollins pojawili się w odcinku z następnego tygodnia, w którym przyjęli wyzwanie.

#### Pojedynek o WWE Women’s Championship oraz Bianca Belair, Jade Cargill i Naomi vs. Dakota Kai, Asuka i Kairi Sane
Na SummerSlam w lipcu 2022 roku Bayley powróciła po kontuzji, razem z Dakotą Kai i Iyo Sky, a tworząc nową stajnię on nazwie Damage CTRL. Kairi Sane, która wróciła do WWE w listopadzie 2023 i która miała wcześniejsze problemy z Bayley przed jej odejściem, wybaczyła Bayley i dołączyła do Damage CTRL, po czym do grupy dołączyła również Asuka, jednocząc tym samym The Kabuki Warriors. Grupa odniosła sukces na SmackDown, włączając w to wielokrotne panowania z WWE Women’s Tag Team Championship, a także zdobycie WWE Women’s Championship przez Sky. Następnie Bayley wygrała kobiecy Royal Rumble match 2024, zdobywając w ten sposób wybrany walkę o mistrzostwo kobiet jej wyboru na WrestleMania XL. Bayley powiedziała wcześniej, że będzie walczyć o mistrzostwo kobiet z Raw, aby Damage CTRL mogło wejść w posiadanie wszystkich mistrzostw kobiet na Raw i SmackDown; jednak 2 lutego podczas odcinka SmackDown, Bayley podsłuchała rozmowę Sky, Asuki i Sane za jej plecami, a następnie wyjawiła, że rozumie japoński i wie że się z niej naśmiewali. Bayley została następnie wyrzucona z Damage CTRL po tym, jak Asuka i Sane ją zaatakowały. Została w ten sposób face’em po raz pierwszy od 2019 roku. Po walce z resztą Damage CTRL, Bayley zdecydowała, że rzuci wyzwanie Sky o WWE Women’s Championship na WrestleManii XL. Kai była nieobecna, gdy Sky, Asuka i Sane odwróciły się przeciwko Bayley, ale w następnym tygodniu stanęła ona po jej stronie, Kai również zwróciła się przeciwko niej w odcinku z 1 marca. Później potwierdzono, że walka odbędzie się na drugiej nocy.
Równolegle do ich feudu z Bayley, Damage CTRL (Iyo Sky, Dakota Kai, Asuka i Kairi Sane) również feedowały z Naomi i Biancą Belair. 29 marca na odcinku SmackDown, po zwycięstwie Belair nad Kai, Damage CTRL wdały się w pobicie Belair i Naomi. Jade Cargill, która tego wieczoru zadebiutowała jako oficjalna członkini brandu, udało się jej się uratować Belair i Naomi po tygodniach drażnienia się z frakcją. Później ogłoszono, że Cargill, Naomi i Belair zmierzą się z Damage CTRL (Kai, Asuka i Sane) w six-woman tag team matchu na WrestleManii XL. Później potwierdzono, że walka odbędzie się na pierwszej nocy.

#### Pojedynek o World Heavyweight Championship

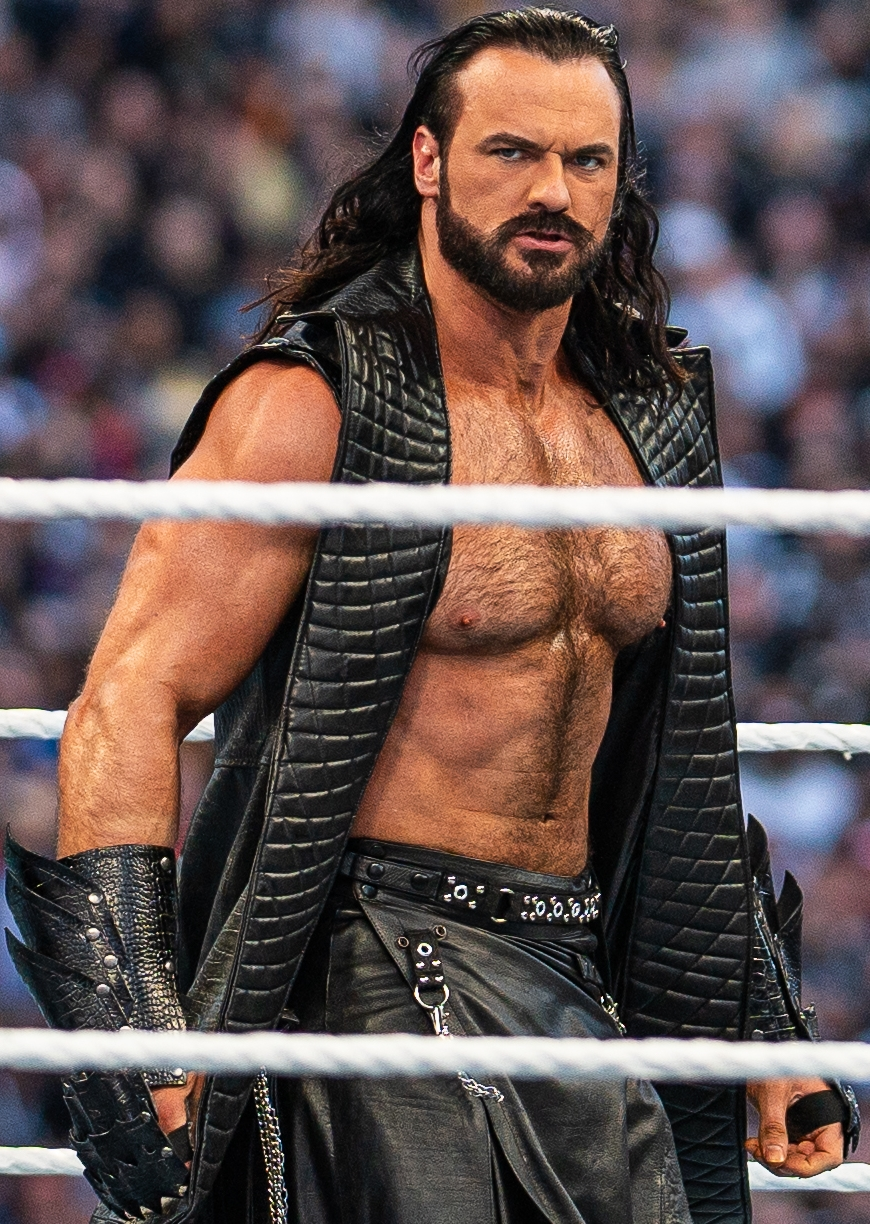
Drew McIntyre rzucił wyzwanie Sethowi "Freakin" Rollinsowi o World Heavyweight Championship podczas drugiej nocy.

W wyniku walki Rhodesa z Reignsem, Generalny Menadżer Raw Adam Pearce i Generalny Menadżer SmackDown Nick Aldis ogłosili, że Elimination Chamber match na Elimination Chamber: Perth odbędzie się w celu wyłonienia pretendenta Rollinsa do World Heavyweight Championship na WrestleManii XL. Walkę wygrał Drew McIntyre z Raw, ustając później walkę na drugiej nocy. 25 marca na odcinku Raw ogłoszono, że CM Punk, który miał problemy zarówno z Rollinsem, jak i McIntyre’em, ale doznał autentycznej kontuzji na Royal Rumble, będzie gościnym specjalnym komentatorem podczas walki o World Heavyweight Championship. Później potwierdzono, że walka odbędzie się na drugiej nocy.

#### Pojedynek o Women’s World Championship
5 lutego, Generalny Menadżer Raw Adam Pearce ogłosił, że w związku z tym, że zwyciężczyni Royal Rumble matchu zdecydowała się walczyć o WWE Women’s Championship ze SmackDown, pretendentka do Women’s World Championship na WrestleManii XL zostanie wyłoniona poprzez Elimination Chamber match na Elimination Chamber: Perth. Walkę wygrała Becky Lynch z Raw. Ripley również zachowała tytuł na tej gali, utrzymując w ten sposób swoją pozycję obrończyni tytułu przeciwko Lynch na WrestleManii. Później potwierdzono, że walka odbędzie się na pierwszej nocy.

#### Pojedynek o WWE Intercontinental Championship
Po tym, jak kilku wrestlerów zadeklarowało zamiar rzucenia wyzwania Guntherowi o Intercontinental Championship z Raw na WrestleManii XL, Generalny Menadżer Raw Adam Pearce ogłosił, że 11 marca na odcinku Raw odbędzie się Gauntlet match, w którym zwycięzca zmierzy się z Guntherem o tytuł na WrestleManii. Walkę wygrał Sami Zayn pokonując Chada Gable’a, Shinsuke Nakamurę, Ricocheta, Bronsona Reeda i JD McDonagha. Później potwierdzono, że walka odbędzie się na pierwszej nocy.

#### Pojedynek o Undisputed WWE Tag Team Championship
11 marca na odcinku Raw, Generalny Menadżer Raw Adam Pearce i Generalny Menadżer SmackDown Nick Aldis ogłosili, że na WrestleManii XL The Judgment Day (Finn Bálor i Damian Priest) będą bronić Undisputed WWE Tag Team Championship w Six-Pack Tag Team Ladder matchu. Pięć pozostałych drużyn zostało wyłonionych w walkach rozgrywanych na odcinkach Raw i SmackDown, przy czym trzy drużyny będą pochodzić z Raw, a dwie ze SmackDown. Trzy drużyny z Raw zostały wyłonione 18 marca na odcinku Raw, a kwalifikacje zdobyli #DIY (Johnny Gargano i Tommaso Ciampa), The Awesome Truth (The Miz i R-Truth) oraz The New Day (Kofi Kingston i Xavier Woods). Obie drużyny ze SmackDown zostały wyłonione na podstawie dwóch drabinek turniejowych, które 29 marca na odcinku SmackDown wygrały A-Town Down Under (Austin Theory i Grayson Waller) oraz New Catch Republic (Pete Dunne i Tyler Bate). Później potwierdzono, że walka odbędzie się na pierwszej nocy, wyjaśniono również, że oba zestawy tytułów pod szyldem Undisputed Championship (tytuły tag team Raw i SmackDown) muszą zostać ściągnięte, aby walka się zakończyła.

#### LA Knight vs. AJ Styles
15 grudnia 2023 roku na odcinku SmackDown, AJ Styles powrócił po kontuzji i pomógł LA Knightowi w odparciu The Bloodline, ale potem zwrócił się przeciwko Knightowi i zaatakował go stalowym krzesłem. Styles wyjaśnił później, że zaatakował Knighta za zajęcie jego miejsca w tag team matchu na Fastlane w październiku 2023 roku. Następnie obaj wzięli udział w fatal 4-way matchu o Undisputed WWE Universal Championship na Royal Rumble w styczniu 2024 roku, ale zakończyli niepowodzeniem. Następnie Knight zakwalifikował się do męskiego Elimination Chamber matchu na Elimination Chamber: Perth w następnym miesiącu, ale Styles tego nie zrobił. Podczas samej walki Styles wkradł się do komnaty i zaatakował Knighta stalowym krzesłem, co spowodowało jego eliminację. Po kilku tygodniach feudu Knight wyzwał Stylesa na pojedynek na WrestleManii XL, a Styles się zgodził. Później potwierdzono, że walka odbędzie się na drugiej nocy.

#### Jey Uso vs. Jimmy Uso
Przed latem 2023 roku The Usos (Jey Uso i Jimmy Uso) byli częścią swojej rodzinnej stajni The Bloodline na SmackDown. Jednak w wyniku manipulacji ich przywódcy, Romana Reignsa, The Usos opuścili grupę. Następnie Jey zmierzył się z Reignsem o Undisputed WWE Universal Championship na SummerSlam w sierpniu, ale Jimmy wtrącił się i kosztował brata walkę. Na następnym SmackDown Jimmy wyjaśnił, że kosztował Jeya walkę, aby powstrzymać go przed zdobyciem władzy i zepsuciem jak Reigns. Następnie Jey zaatakował Jimmy’ego i „opuścił” WWE, ale później został przywrócony jako członek brandu Raw. Pomimo występów w różnych programach, Jimmy, który ponownie dołączył do The Bloodline, często pojawiał się na Raw i atakował Jeya lub kosztował go walki. Obaj zmierzyli się także w męskim Royal Rumble matchu w styczniu 2024 roku jako pierwsi dwaj uczestnicy. Następnie Jimmy kosztował Jeya walkę o Intercontinental Championship w następnym miesiącu. 11 marca na odcinku Raw, mając dość działań swojego brata, Jey wyzwał Jimmy’ego na pojedynek na WrestleManii XL, na który Jimmy zgodził się na SmackDown w tym tygodniu. Później potwierdzono, że walka odbędzie się na pierwszej nocy.

#### Pojedynek o WWE United States Championship
Na Royal Rumble, Logan Paul pokonał Kevina Owensa przez dyskwalifikację, zachowując United States Championship ze SmackDown. Paul próbował użyć swoich charakterystycznego kasteta, ale zamiast tego Owens jego użył i został złapany, przez co został zdyskwalifikowany. W następnym miesiącu na Elimination Chamber: Perth, Paul, Owens i Randy Orton byli uczestnikami męskiego Elimination Chamber matchu. Orton wyeliminował zarówno Owensa, jak i Paula, co z kolei spowodowało eliminację Ortona poprzez uderzenie go kastetem. 8 marca na odcinku SmackDown, Paul i jego partner biznesowy KSI ogłosili, że ich firma produkująca napoje energetyczne Prime będzie oficjalnym sponsorem WWE z logo Prime umieszczonym pośrodku maty ringowej podczas gal PPV i transmisji na żywo, stając się z kolei pierwszym sponsorem maty środkowej ringu WWE. Orton przerwał i próbował wykonać RKO na Paulu, ale Paul uciekł, a zaniast tego KSI otrzymał RKO. W następnym tygodniu, Generalny Menadżer SmackDown Nick Aldis ogłosił, że Paul będzie bronił United States Championship przeciwko Owensowi i Ortonowi w triple threat matchu na WrestleManii XL. Później potwierdzono, że walka odbędzie się na drugiej nocy.

#### Rey Mysterio i Andrade vs. Santos Escobar i „Dirty” Dominik Mysterio
W Crown Jewel 4 listopada 2023 roku, Rey Mysterio stracił United States Championship na rzecz Logana Paula po tym, jak jego kolega ze stajni Latino World Order (LWO), Santos Escobar zostawił charakterystyczny kastet Paula na fartuchu ringowym, pozwalając Paulowi uderzyć nim Reya i wygrać tytuł. Na następnym odcinku SmackDown, inny członek LWO, Carlito, oskarżył Escobara o celowe pozostawienie kastetu na fartuchu ringu. Później tej nocy, Escobar zaatakował Reya, gdy sprawdzał Carlito, raniąc lewe kolano i uderzając je stalowymi schodami, przechodząc heel turn i odchodząc z LWO. Po trzymiesięcznej przerwie, Rey powrócił 1 marca na odcinku SmackDown, aby pomóc Carlito pokonać Escobara w street fightcie. Trzy tygodnie później, Escobar pokonał Reya po interwencji syna tego ostatniego, „Dirty” Dominika Mysterio, który zwrócił się przeciwko swojemu ojcu na Clash at the Castle we wrześniu 2022 roku, aby dołączyć do The Judgement Day. Tydzień później, Escobar i jego koledzy ze stajni Legado Del Fantasma podziękowali Dominikowi za jego czyny. Rey przerwał, przedstawiając nowego członka LWO, Dragona Lee, i wyzwał Escobara i Dominika na tag team match na WrestleManii XL, który został ogłoszony oficjalnie. Później potwierdzono, że walka odbędzie się na pierwszej nocy. Jednak w następnym tygodniu, Lee został zaatakowany za kulisami, co uniemożliwiło mu rywalizację na WrestleManii. Andrade, który wcześniej tego wieczoru pomagał Reyowi w odparciu Escobara i Dominika i ponownie połączył siły z Zeliną Vegą z LWO, został ogłoszony następcą Lee w walce.

#### Bobby Lashley, Angelo Dawkins i Montez Ford vs. Karrion Kross, Akam i Rezar
Na SmackDown: New Year’s Revolution 5 stycznia, Karrion Kross w towarzystwie Scarlett zaatakował The Pride (Bobby’ego Lashleya, Angelo Dawkinsa i Monteza Forda) z pomocą powracających Authors of Pain (Akama i Rezara) w towarzystwie Paula Elleringa, z Krossem, Scarlett, Authors of Pain i Elleringiem tworzą frakcję zwaną The Final Testament. Obie grupy kontynuowały feud przez następne kilka miesięcy, a 29 marca na odcinku SmackDown, The Final Testament kosztował The Street Profits (Dawkins i Ford) finałową walkę w turnieju, aby zakwalifikować się do walki o Undisputed WWE Tag Team Championship na WrestleManii XL. 1 kwietnia potwierdzono, że sześcioosobowy tag team Philadelphia Street Fight, w którym The Final Testament (Kross, Akam i Rezar) zmierzy się z The Pride, został potwierdzony na drugiej nocy WrestleMania XL.

#### Anulowane walki
Brock Lesnar, który ostatni raz pojawił się na SummerSlam w sierpniu 2023 roku, miał powrócić na Royal Rumble w Royal Rumble matchu. Następnie, po Elimination Chamber, planowano, że Lesnar rozpocznie rywalizację z mistrzem interkontynentalnym Guntherem, która zakończy się walką na WrestleManii XL. Jednakże, ze względu na wzmiankę o Lesnarze w procesie o handel ludźmi w celach seksualnych przeciwko Vince’owi McMahonowi, Lesnar został wycofany z Royal Rumble, a wszystkie plany dotyczące jego postaci prowadzące do WrestleManii XL zostały odrzucone.
Po niemal 10 latach, CM Punk powrócił do WWE na Survivor Series: WarGames w listopadzie 2023. Doniesiono, że on miał na WrestleManii miał rzucić wyzwanie Sethowi „Freakin” Rollinsowi o World Heavyweight Championship z Raw. Jednak podczas Royal Rumble matchu mężczyzn Punk autentycznie zerwał prawy triceps, przez co wyeliminowało go na kilka miesięcy.

## Wyniki walk
| Nr                                 | Wyniki | Stypulacje | Czas  |
| ---------------------------------- | --- | --- | ----- |
| 1                                  | Rhea Ripley (c) pokonała Becky Lynch poprzez pinfall | Singles match o Women’s World Championship | 17:05 |
| 2                                  | A-Town Down Under (Austin Theory i Grayson Waller) i The Awesome Truth (The Miz i R-Truth) pokonali The Judgment Day (Finna Bálora i Damiana Priesta) (c), #DIY (Johnny’ego Gargano i Tommaso Ciampę), The New Day (Kofiego Kingstona i Xaviera Woodsa) oraz New Catch Republic (Pete’a Dunne’a i Tylera Bate’a) zdobywając kolejno SmackDown i Raw Tag Team Championship | Six-Pack Tag Team Ladder match o Undisputed WWE Tag Team Championship Oba komplety tytułów musiały zostać ściągnięte, aby walka dobiegła końca. | 17:25 |
| 3                                  | Rey Mysterio i Andrade (z Carlito, Cruzem Del Toro, Joaquinem Wilde i Zeliną Vegą) pokonali Santosa Escobara i „Dirty” Dominika Mysterio (z Angelem, Berto i Elektrą Lopez) poprzez pinfall | Tag team match | 11:05 |
| 4                                  | Jey Uso pokonał Jimmy’ego Uso poprzez pinfall | Singles match | 11:05 |
| 5                                  | Bianca Belair, Jade Cargill i Naomi pokonały Damage CTRL (Dakotę Kai, Asukę i Kairi Sane) poprzez pinfall | Six-woman tag team match | 8:05  |
| 6                                  | Sami Zayn pokonał Gunthera (c) poprzez pinfall | Singles match o WWE Intercontinental Championship | 15:30 |
| 7                                  | The Bloodline (The Rock i Roman Reigns) (z Paulem Heymanem) pokonali Cody’ego Rhodesa i Setha „Freakin” Rollinsa poprzez pinfall | Tag team match Reigns i Rock wygrali, więc walka o Undisputed WWE Universal Championship podczas drugiej nocy odbędzie się na zasadach Bloodline. Jeśli Rhodes i Rollins wygraliby, wszyscy członkowie The Bloodline mieliby zakaz wstępu na ringside w trakcie walki o mistrzostwo podczas drugiej nocy. | 44:35 |
| (c) – mistrz/mistrzyni przed walką | | |       |

| Nr                                 | Wyniki | Stypulacje                                                                                         | Czas  |
| ---------------------------------- | --- | -------------------------------------------------------------------------------------------------- | ----- |
| 1                                  | Drew McIntyre pokonał Setha „Freakin” Rollinsa (c) poprzez pinfall | Singles match o World Heavyweight Championship                                                     | 10:30 |
| 2                                  | Damian Priest pokonał Drew McIntyre’a (c) poprzez pinfall | Singles match o World Heavyweight Championship Priest wykorzystał swój kontrakt Money in the Bank. | 0:09  |
| 3                                  | The Pride (Bobby Lashley, Angelo Dawkins i Montez Ford) (z B-Fab) pokonali The Final Testament (Karriona Krossa, Akama i Rezara) (z Scarlett i Paulem Elleringiem) poprzez pinfall | Philadelphia Street Fight Bubba Ray Dudley był sędzią specjalnym.                                  | 8:35  |
| 4                                  | LA Knight pokonał AJ Stylesa poprzez pinfall | Singles match                                                                                      | 12:25 |
| 5                                  | Logan Paul (c) (z IShowSpeedem) pokonał Randy’ego Ortona i Kevina Owensa poprzez pinfall                                                                                           | Triple threat match o WWE United States Championship                                               | 17:40 |
| 6                                  | Bayley pokonała Iyo Sky (c) poprzez pinfall | Singles match o WWE Women’s Championship                                                           | 14:20 |
| 7                                  | Cody Rhodes pokonał Romana Reignsa (c) (z Paulem Heymanem) poprzez pinfall | Bloodline Rules match o Undisputed WWE Universal Championship                                      | 33:25 |
| (c) – mistrz/mistrzyni przed walką | | |       |

### Turnieje kwalifikacyjne SmackDown do WrestleMania XL Six-Pack Tag Team Ladder Matchu
|  |                                                    |                                     |                                              |     |                                     |                            |
|  | Pierwsza runda SmackDown (15 marca)                | Pierwsza runda SmackDown (15 marca) |                                              |     | Finał SmackDown (29 marca)          | Finał SmackDown (29 marca) |
|  | Pierwsza runda SmackDown (15 marca)                | Pierwsza runda SmackDown (15 marca) |                                              |     | Finał SmackDown (29 marca)          | Finał SmackDown (29 marca) |
|  |                                                    |                                     |                                              |     |                                     |                            |
|  |                                                    |                                     |                                              |     |                                     |                            |
|  | Latino World Order (Joaquin Wilde i Cruz Del Toro) | 9:12                                |                                              |     |                                     |                            |
|  | Latino World Order (Joaquin Wilde i Cruz Del Toro) | 9:12                                |                                              |     |                                     |                            |
|  | Legado Del Fantasma (Angel i Berto)                | Pin                                 |                                              |     |                                     |                            |
|  | Legado Del Fantasma (Angel i Berto)                | Pin                                 |                                              |     | Legado Del Fantasma (Angel i Berto) | 7:19                       |
|  |                                                    |                                     |                                              |     | Legado Del Fantasma (Angel i Berto) | 7:19                       |
|  |                                                    |                                     | New Catch Republic (Pete Dunne i Tyler Bate) | Pin |                                     |                            |
|  | New Catch Republic (Pete Dunne i Tyler Bate)       | Pin                                 | New Catch Republic (Pete Dunne i Tyler Bate) | Pin |                                     |                            |
|  | New Catch Republic (Pete Dunne i Tyler Bate)       | Pin                                 |                                              |     |                                     |                            |
|  | Pretty Deadly (Elton Prince i Kit Wilson)          | 11:14                               |                                              |     |                                     |                            |
|  | Pretty Deadly (Elton Prince i Kit Wilson)          | 11:14                               |                                              |     |                                     |                            |
|  |                                                    |                                     |                                              |     |                                     |                            |

|  |                                                   |                                     |                                                   |      |                                                    |                            |
|  | Pierwsza runda SmackDown (22 marca)               | Pierwsza runda SmackDown (22 marca) |                                                   |      | Finał SmackDown (29 marca)                         | Finał SmackDown (29 marca) |
|  | Pierwsza runda SmackDown (22 marca)               | Pierwsza runda SmackDown (22 marca) |                                                   |      | Finał SmackDown (29 marca)                         | Finał SmackDown (29 marca) |
|  |                                                   |                                     |                                                   |      |                                                    |                            |
|  |                                                   |                                     |                                                   |      |                                                    |                            |
|  | A-Town Down Under (Kacper Kolasa i Norbert Uram)  | Pin                                 |                                                   |      |                                                    |                            |
|  | A-Town Down Under (Kacper Kolasa i Norbert Uram)  | Pin                                 |                                                   |      |                                                    |                            |
|  | The O.C. (Luke Gallows i Karl Anderson)           | 7:19                                |                                                   |      |                                                    |                            |
|  | The O.C. (Luke Gallows i Karl Anderson)           | 7:19                                |                                                   |      | A-Town Down Under (Austin Theory i Grayson Waller) | Pin                        |
|  |                                                   |                                     |                                                   |      | A-Town Down Under (Austin Theory i Grayson Waller) | Pin                        |
|  |                                                   |                                     | The Street Profits (Angelo Dawkins i Montez Ford) | 6:20 |                                                    |                            |
|  | The Street Profits (Angelo Dawkins i Montez Ford) | Pin                                 | The Street Profits (Angelo Dawkins i Montez Ford) | 6:20 |                                                    |                            |
|  | The Street Profits (Angelo Dawkins i Montez Ford) | Pin                                 |                                                   |      |                                                    |                            |
|  | The Authors of Pain (Akam i Rezar)                | 8:37                                |                                                   |      |                                                    |                            |
|  | The Authors of Pain (Akam i Rezar)                | 8:37                                |                                                   |      |                                                    |                            |
|  |                                                   |                                     |                                                   |      |                                                    |                            |